# Philip Verheyen

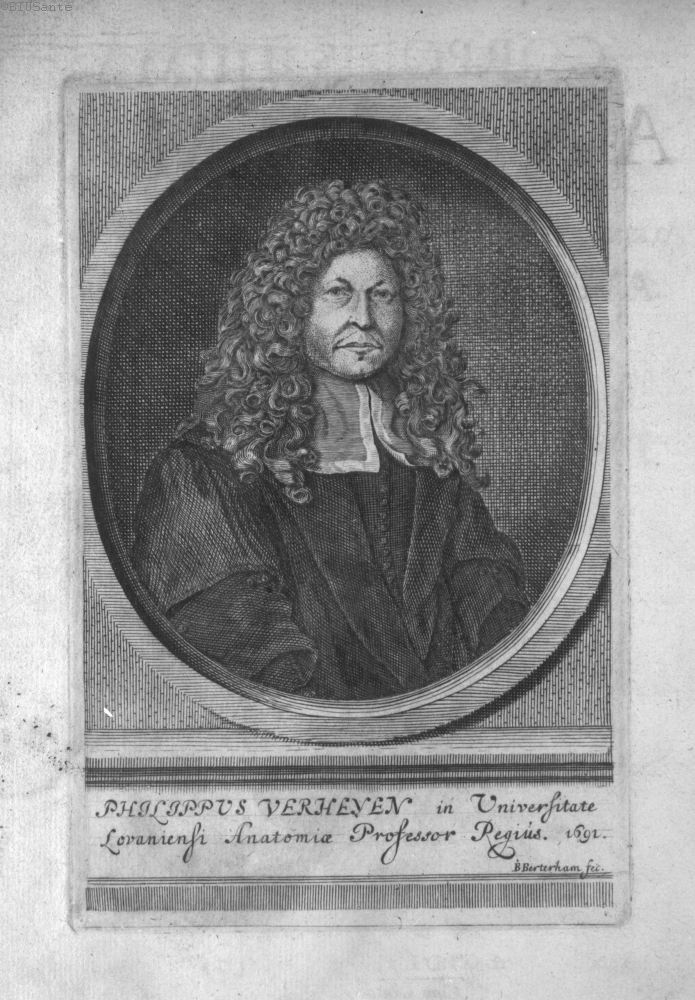
Philip Verheyen, aus seinem Werk Corporis Humani Anatomia

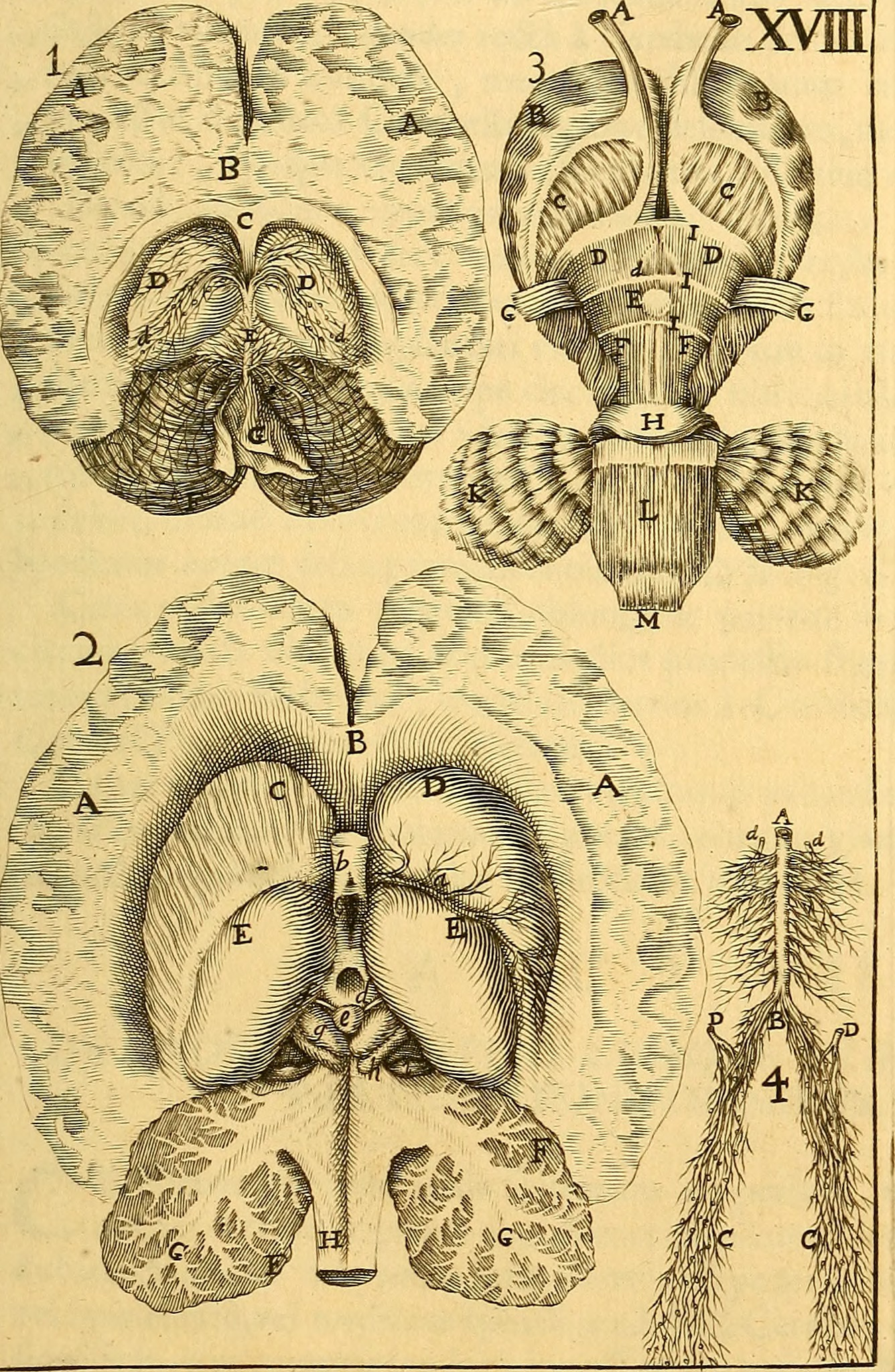
Illustration der Corporis Humani Anatomia

Philip Verheyen (* 23. April 1648 in Verrebroek; † 28. Januar 1710 in Löwen) war ein flämischer Chirurg, Anatom und Autor.
Er wurde als drittes von sieben Kindern seiner Eltern Thomas Verheyen und Joanna Goeman in Verrebroek im heutigen Belgien geboren (wahrscheinlich im Hause seiner Eltern, das sich auf ihrem Grundstück in einer Gegend namens "Borring", in der Nähe der Grenze zu Meerdonk befand). Er wurde am 24. April 1648 in der Pfarrkirche in Verrebroek getauft. Über seine Kindheit ist nur bekannt, dass er als Kuhhirte arbeitete und in der lokalen Pfarrschule Lesen und Schreiben lernte. Die Einheimischen erzählen, dass er ein derart hervorragendes Gedächtnis hatte, dass er die Predigten des Pastors nach der Sonntagsmesse wiedergeben konnte.
Der Dorfpastor nahm ihn in seine Obhut und schickte ihn 1672 nach Löwen, wo er drei Jahre lang das Collegium Sanctae Trinitatis (Dreifaltigkeitskolleg) der alten Universität Löwen besuchte.
Nach dem Abschluss seiner Studien in den freien Künsten 1675 studierte Verheyen Theologie in der Absicht, in die Fußstapfen seines Mentors zu treten und Priester zu werden. Ein Verhängnis zwang ihn zur Amputation seines linken Beines, so dass er nicht Priester werden konnte. Dieses Ereignis war von großer Bedeutung für den weiteren Verlauf seines Lebens.
Er schlug daraufhin eine medizinische Karriere ein, setzte anfänglich seine Studien am Dreifaltigkeitskolleg fort und studierte von 1681 bis 1683 in Leiden. Im Jahre 1683 kehrte er nach Leuven zurück und erhielt eine Doktoratsstelle für Medizin. Er hielt Vorlesungen in  Anatomie und Chirurgie und praktizierte als Arzt. Als Ergebnis seiner zahlreichen Veröffentlichungen erwarb er sich binnen kurzer Zeit im In- und Ausland hohes Ansehen. Im Jahr 1693 erschien die erste Veröffentlichung seiner Corporis Humani Anatomia, zu der 1710 in Brüssel ein Supplement veröffentlicht wurde.
Philip Verheyen starb im November 1710 und wurde auf dem Friedhof der St.-Michaels-Kirche in Löwen beerdigt. Vor seinem Tod gab er Anweisung, seinen Körper außerhalb des Friedhofs zu bestatten, um das Gebäude nicht mit „ungesunden Dämpfen“ zu infizieren.

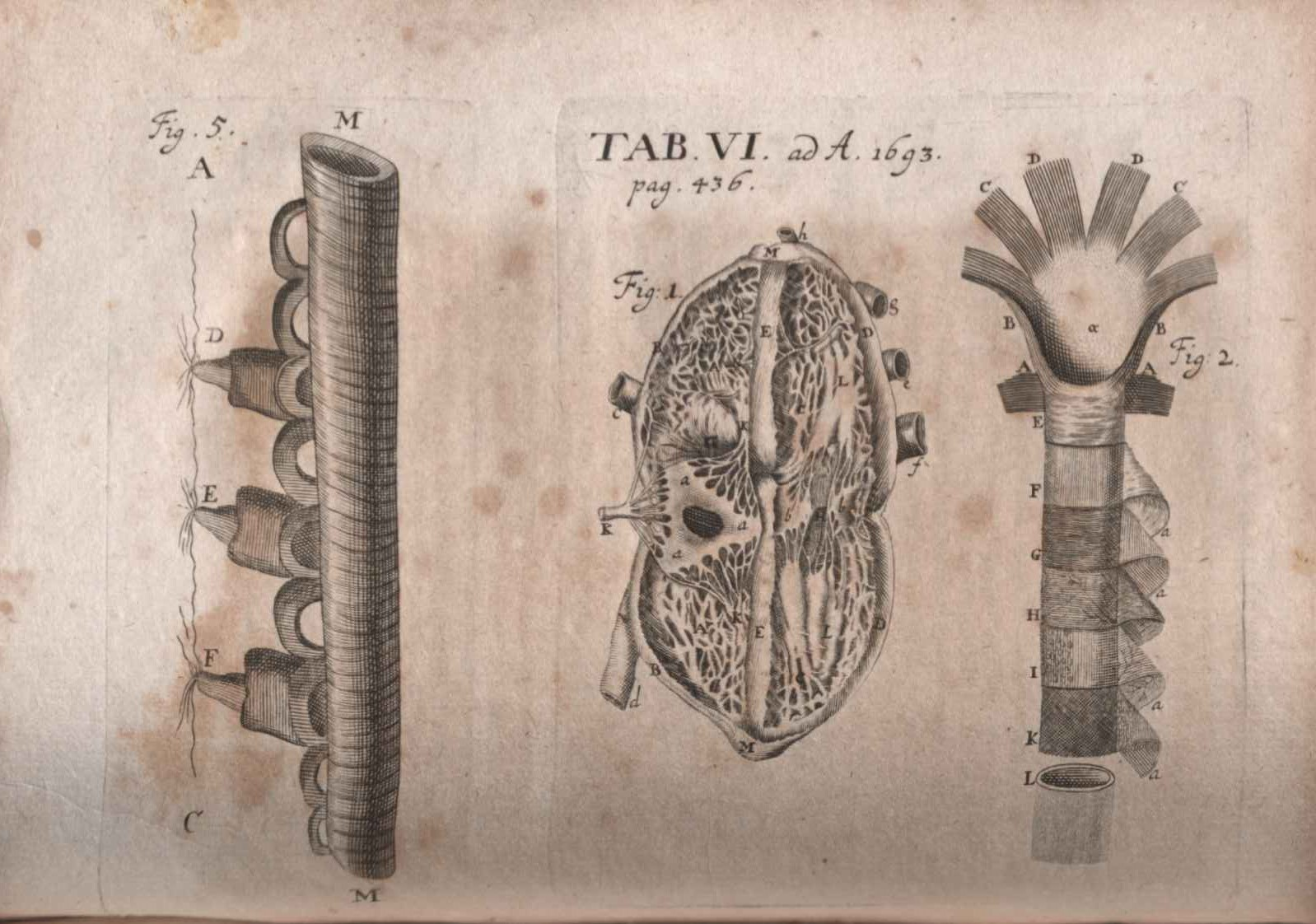
Illustration einer Rezension der Corporis humani anatomia... veröffentlicht in Acta Eruditorum, 1693

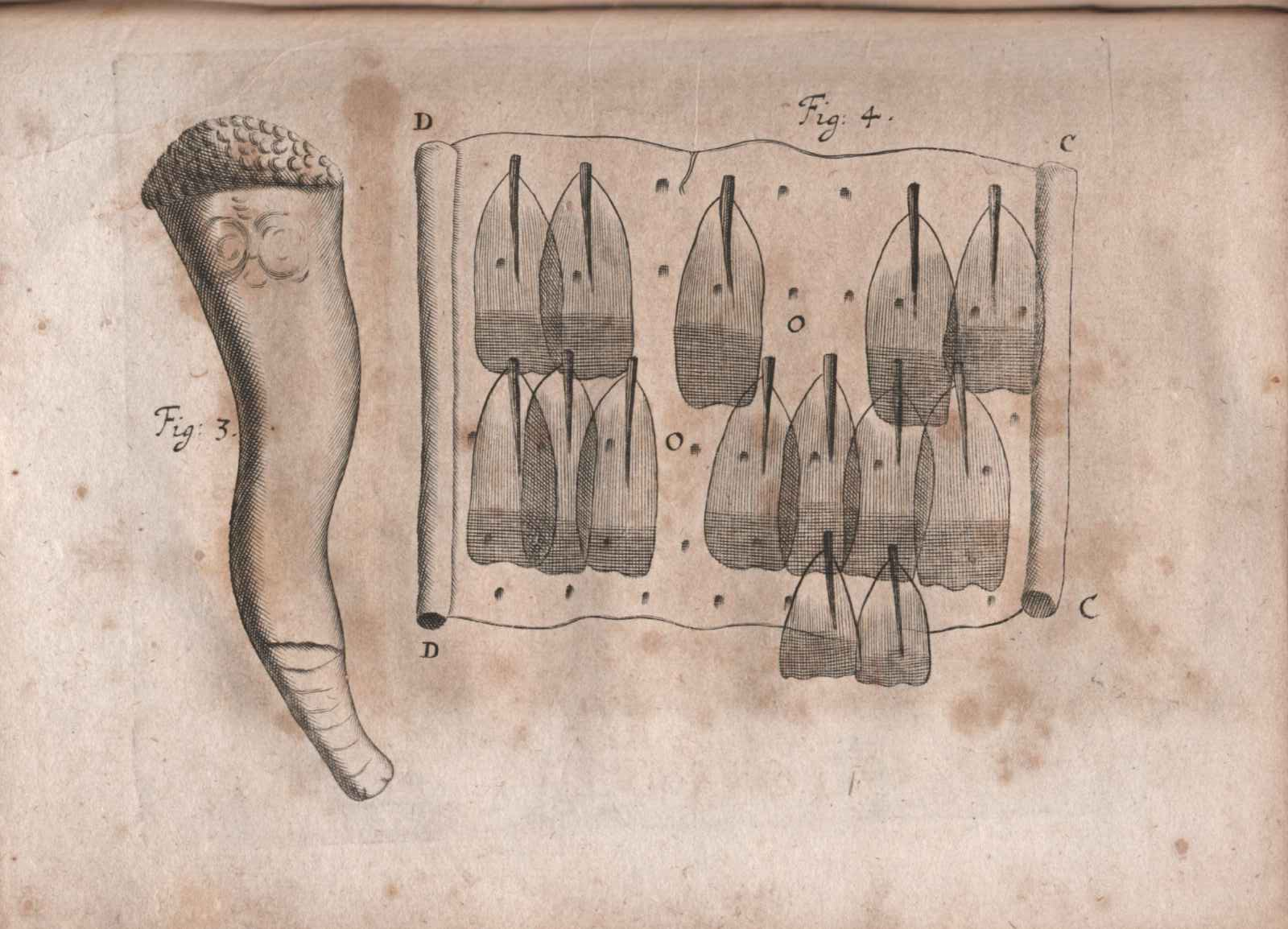
Illustration einer Rezension der Corporis humani anatomia... veröffentlicht in Acta Eruditorum, 1693

1862 veranstaltete sein Geburtsort Verrebroek eine Gedenkfeier zu seinem Leben und Schaffen.

## Herkunft der BezeichnungAchillessehne
Auf Verheyen geht der Name der größten und stärksten Sehne des Menschen zurück, die er in seinem Werk 1693 als „Strang des Achilles“ bezeichnete. Ein deutscher Chirurg wandelte diese später in 'Achillessehne' ab.